# Valsjön (Österåkers socken, Uppland)
Valsjön är en sjö i Österåkers kommun i Uppland och ingår i Norrtäljeån-Åkerströms kustområde. Sjön har en area på 0,103 kvadratkilometer och ligger 13 meter över havet.

## Delavrinningsområde
Valsjön ingår i det delavrinningsområde (659704-164375) som SMHI kallar för Rinner mot Trälhavet. Medelhöjden är 20 meter över havet och ytan är 10,97 kvadratkilometer. Det finns inga avrinningsområden uppströms utan avrinningsområdet är högsta punkten. Avrinningsområdets utflöde mynnar i havet, utan att ha någon enskild mynningsplats. Avrinningsområdet består mestadels av skog (29 procent). Avrinningsområdet har 0,15 kvadratkilometer vattenytor vilket ger det en sjöprocent på 1,4 procent. Bebyggelsen i området täcker en yta av 6,57 kvadratkilometer eller 60 procent av avrinningsområdet.